# Tribseer Straße 29 (Stralsund)

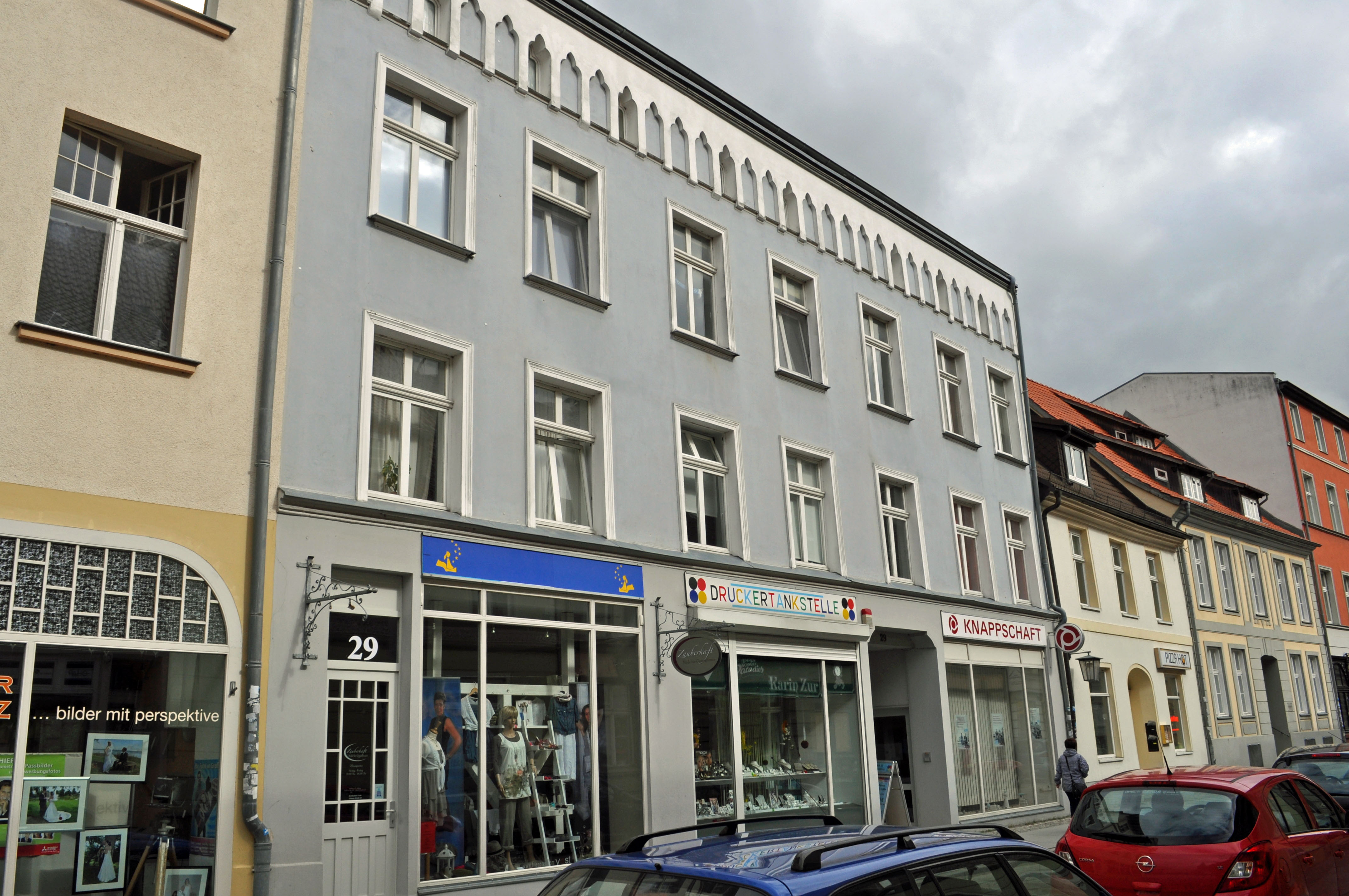
Das Haus Tribseer Straße 29 in Stralsund (2012)

Das Gebäude mit der postalischen Adresse Tribseer Straße 29 ist ein denkmalgeschütztes Bauwerk in der Tribseer Straße in Stralsund.
Der dreigeschossige und siebenachsige, traufständige Putzbau wurde in der zweiten Hälfte des 19. Jahrhunderts errichtet.
Die zweiflügelige Haustür ist im Stil des Rokoko gestaltet; sie weist geschweifte Spiegel auf.
Das Haus liegt im Kerngebiet des von der UNESCO als Weltkulturerbe anerkannten Stadtgebietes des Kulturgutes „Historische Altstädte Stralsund und Wismar“. In die Liste der Baudenkmale in Stralsund ist es mit der Nummer 762 eingetragen.